# آندری گرومیکو
آندرِی آندریویچ گرومیکو (به روسی: Андре́й Андре́евич Громы́ко) (زاده ۱۸ ژوئیه ۱۹۰۹ – درگذشته ۲ ژوئیه ۱۹۸۹) دیپلمات اهل اتحاد جماهیر شوروی سوسیالیستی در دوران جنگ سرد بود. او نزدیک به سه دهه (۱۹۸۵–۱۹۵۷) مقام وزارت امور خارجهٔ اتحاد جماهیر شوروی را به عهده داشت. همچنین گرومیکو از ۱۹۸۵ تا ۱۹۸۸ به عنوان صدر هیئت رئیسه شورای عالی شوروی مقام ریاست کشور اتحاد شوروی را بر عهده داشت.
آندری گرومیکو در ۲ ژوئیه ۱۹۸۹، بر اثر سکته مغزی در سن ۷۹ سالگی درگذشت.

## مناب
1. ↑  مشارکت‌کنندگان ویکی‌پدیا. «Andrei Gromyko». در دانشنامهٔ ویکی‌پدیای انگلیسی، بازبینی‌شده در ۴ اوت ۲۰۲۰.
2. ↑  «Gromyko, 79, Soviet Voice, Dies of Stroke». نیویورک تایمز. ۱۹۸۹-۰۷-۰۴. دریافت‌شده در ۲۰۲۰-۰۷-۰۳.